# Parameta
Parameta är ett släkte av spindlar. Parameta ingår i familjen käkspindlar.
Kladogram enligt Catalogue of Life:
| Parameta | \| \| Parameta defecta \| \| \| \| \| \| Parameta jugularis \| \| \| \| |
|          | \| \| Parameta defecta \| \| \| \| \| \| Parameta jugularis \| \| \| \| |
|          | Parameta defecta                                                        |
|          |                                                                         |
|          | Parameta jugularis                                                      |
|          |                                                                         |